# Вігільов Євген Дмитрович
Євге́н Дми́трович Вігільо́в (рос. Вигилев Евгений Дмитриевич; нар. 1898, Москва — пом. після 1963, Париж) — хореограф-експериментатор, театральний режисер, лібретист. Учень Є. Вахтангова і К. Голейзовського.
Працював головним балетмейстером українських театрів («Березіль», Київський театр музкомедії, Львівський оперний театр). Запрошувався до постановок у Київський оперний театр.
З 1944 року — в еміграції.

## Життєпис
1918—1919 — навчається в Мансурівській студії Євгена Вахтангова (Студентська драматична студія), куди прийшов разом зі своїм зведеним братом Юрієм Нікольським, з часом відомим радянським композитором.
Про часи навчання Євгена в цій студії згадував Павло Антокольський: «Вігілєв дуже захоплювався і захоплював інших. Це була гаряча, неврівноважена, відчайдушна, але стихійно талановита людина».
Згодом навчається і працює в професійній балетній студії Касьяна Голейзовського, яка переросла в 1922 в Московський камерний балет. Останні виступи цього балету відбулись на гастролях по Україні у 1925 році.
З 1921 року разом з Вахтанговим і Мейєргольдом давав уроки акторам єврейської драматичної студії «Культур-Ліга», яка приїхала в Москву з України. Викладав пластику і сценічний рух.
Відомо, що у 1926 році проживав у Москві за адресою «Патриарший Большой переулок, 4, кв. 12». В той же час там проживав і його брат Юрій Нікольський, який на той час викладав у музичному технікумі.
З другої половини 1920-х років його доля була пов'язана з Україною.
Він працював режисером Харківського театру опери і балету, де в 1927 поставив «Червоний мак» Р. Глієра. 1926—1927 років також здійснював постановки хореографічних сцен у виставах Київського українського драматичного театру ім. І. Франка.
У 1930 поставив у Київському оперному театрі балет «Золота доба» Д. Шостаковича.
1930—1934 — керівник хореографічної частини театру «Березіль». У Харкові він став відомим постановником танців та естрадно-танцювальних рев'ю. Зі спогадів колег про часи роботи в Харкові: «Це була дуже обдарована і талановита людина, не тільки балетмейстер, а і режисер. Працював він натхненно, творча фантазія його була невичерпна. Які гострі мізансцени, скульптурні групи, сміливі пози і переплетіння тіл! Створювались нібито живі барельєфи в стилі бароко. Вігільов як балетмейстер чудово відчував гострі ритми, володів прекрасним почуттям гумору. Працював він з усіма персонажами і придумував мізансцени, які допомагали йому розкрити образ».
1935—1940 — хореограф Київського театру музкомедії (нині — оперети).
1941—1944 — працював у Львівському оперному театрі. Співпрацював з Миколою Трегубовим, запросив в театр прима-балерину Валентину Переяславець і Дарія Нижанківську.
З 1944 — в еміграції. Відомо, що спочатку проживав у Варшаві..
Згодом проживав у Німеччині, а з 1952 — у Франції. Був асистентом Сержа Лифаря у «Ґранд-Опера». Мав власну балетну трупу.
Здійснив постановки у 1956 — у Базелі, у 1963 — у Лондоні в «London Festival Ballet».

## Особисте життя
Був одружений з балериною Юлією Ісаківною Мельцер (1911—1968), яка згодом стала дружиною Якова Джугашвілі.

## Ролі
в студії Вахтангова
- Димба («Весілля» за А. Чеховим)
- Король, Полоній, Привид («Гамлет» В. Шекспіра, муз. Д. Шостаковича)
- Гість («Чудо святого Антонія» М. Метерлінка)
- Стреттон («Потоп» Ю. Г. Бергера, спектакль Народного театру)
- Доктор Брам («Заручини уві сні» Г. Краси).

У листі від 8 березня 1918 року П. Г. Антокольському Євген Вахтангов високо оцінив гру Вігільова на генеральній репетиції п'єси Ганса Краси «Заручини уві сні»: «Грали дуже добре. Всі. Особливо Вігільов. П'єса за ці роки зросла. З дещо наївної і простуватої стала хорошою, розумною, сценічною і цікавою. Робота над нею буде продовжуватися на новому її шляху — на публіці.»
в Камерному театрі
- Двійник Джиліо Фава («Принцеса Брамбілла» за Е. Гофманом, 1920)
- Мор («Благовіщення» П. Клоделя, 1920)[10]

## Постановки
Харківський період
- 1926 — балетмейстер спектаклю «Шпана» В. Ярошенка
- «Червоний мак» Р. Глієра Вігільов вперше поставив у 1927 у Харківському театрі опери і балету.[11] Повернувся до цього твору у Львівському оперному театрі, де у 1940—1941 повторив його постановку.
- Наприкінці 1920-х років у Харкові був поставлений балет «Корсар» А. Адама, хореографом якого був Є. Вігільов.
- 1927 року у складі франківців Харківського періоду на чолі з Гнатом Юрою Є. Вігільов виступив хореографом «Сну літньої ночі» В. Шекспіра.
- Був балетмейстером опери «Давид Мотузка» (інсценізація роману «Бур'ян» А. Головка).[12]
- 1939 — «Пісня Сольвейг».[13]

Львівський період
- 1940 — готує у Львові балет «Лебедине озеро» П. Чайковського.[14]
- У Львові (1941—1944) у чудових постановках Вігілєва йшли з великим успіхом «Дон Кіхот» Л. Мінкуса, «Коппелія» Л. Деліба, «Сільське кохання» К. Данькевича та ін.[15]
- Також успішними були постановки «Жайворонка» В. Шекспіра (січень 1941) та «Ніч на Івана Купала» М. Старицького (жовтень 1941).
- У Львові співпрацював з відомим балетмейстером Миколою Трегубовим.

«Пер Ґюнт» Е. Ґріґа
У 1930 і у 1939 Є. Вігільов поставив у Харкові «Пер Ґюнт» композитора Е. Ґріґа за однойменною п'єсою норвезького письменника Генріка Ібсена. Згодом ставив його кілька разів: у 1942 і 1944 — у Львові, у 1956 — у Базелі, у 1963 — у Лондоні.
«Золота доба» Д. Шостаковича
Цікавою була також поставлена ним вистава «Золота доба» Дмитра Шостаковича в Києві (1930), але після двох вистав заборонена за експериментування.